# Ciemierów
Ciemierów – (dawniej Tomice Nowe Olenderskie) wieś w Polsce położona w województwie wielkopolskim, w powiecie wrzesińskim, w gminie Pyzdry.
W latach 1975–1998 miejscowość administracyjnie należała do województwa konińskiego.
Wieś położona jest 1,5 km na zachód od trasy Września-Kalisz, od południa graniczy z gminą Gizałki (Poprzez miejscowość Tomice). Jest to jedna z najmniejszych osad w gminie. Stan liczby ludności we wrześniu 2006 r. wynosił 179 mieszkańców. Na terenie sołectwa znajduje się remiza strażacka i pałacyk, w którym siedzibę ma nadleśnictwo. 

## Historia
Nazwa miejscowości pochodzi najprawdopodobniej od głębokiego rowu zwanego Ciemnym, który otaczał osadę, położoną wówczas na miejscu dzisiejszego pola uprawnego, nazwanego przez miejscowych Kempina. Wieś istniała jeszcze przed 1528 rokiem, posiadali ją kolejno Mielżyński, Jan Tomicki, Chryzostom Tomicki.
Mieszkańcy kiedyś utrzymywali się głównie z rolnictwa. Z powodu małej opłacalności, słabych gleb i dużego rozdrobnienia gospodarstw, obecnie typowych rolników jest bardzo mało. Pozostali mieszkańcy to emeryci i renciści albo dojeżdżający do pracy w dużych miastach.